# David Kirby (journaliste)
Pour les articles homonymes, voir David Kirby et Kirby.
David Kirby est un journaliste américain de Brooklyn, à New York, contributeur régulier du New York Times depuis 1998. Il est l'auteur de Evidence of Harm (2005), Animal Factory (2010) et Death at Sea World (2012).

## Biographie
Kirby a écrit pour de nombreux magazines nationaux, y compris Glamour, Redbook, Self et Mademoiselle. De 1986 à 1990, Kirby a été un correspondant à l'étranger pour l'UPI, et Newsday (entre autres) en Amérique latine, couvrant les guerres au Salvador et au Nicaragua. Il a couvert la politique, la corruption et les catastrophes naturelles au Mexique. C'est à cette époque qu'il a également été journaliste pour OutWeek.
De 1990 à 1993, Kirby a été directeur de l'information publique à l'American Foundation for AIDS Research (AmFAR), a travaillé pour le Président du Conseil de la Ville de New York , Mme Carol Bellamy, et a été un haut conseiller auprès de David Dinkins.
En 1998, Kirby a écrit une histoire pour The Advocate, "Does coming out matter?". De 1998 à 2001, il a écrit de nombreux articles pour ledit medium, dont un sur le courage des jeunes scout(e)s gays et lesbiennes
De 2000 à 2004, Kirby a contribué à plusieurs articles sur les voyages pour le New York Times, y compris Rainbow Beach Towels on Mexican Sand, article sur le tourisme gay dans la ville de Puerto Vallarta. Il a aussi écrit sur des sujets autres que les voyages et autres loisirs, y compris sur un nouveau phénomène connu sous l'appellation "dirty driving", "jeu" de pornographie sur écrans DVD retransmis de l'intérieur de véhicules alors qu'ils circulent ou sont stationnés en pleines villes. L'article a exprimé sa préoccupation de ce que des enfants ont été exposés à ces "sales pilotes".
En 2005, son livre Evidence of Harm - Mercury in Vaccines and the Autism Epidemic: A Medical Controversy (Preuve de préjudice - Mercure dans les vaccins et épidémie d'autisme : une controverse médicale a été publié.
Depuis mai 2005, Kirby est blogueur sur le Huffington Post.